# NGC 3091
NGC 3091 é uma galáxia elíptica (E1) localizada na direcção da constelação de Hydra. Possui uma declinação de -19° 38' 12" e uma ascensão recta de 10 horas, 00 minutos e 14,1 segundos.
A galáxia NGC 3091 foi descoberta em 7 de Fevereiro de 1785 por William Herschel.